# Spireazwever
De spireazwever (Neptis rivularis) is een vlinder uit de onderfamilie Limenitidinae van de familie Nymphalidae, de vossen, parelmoervlinders en weerschijnvlinders. De voorvleugellengte bedraagt 25 tot 27 millimeter. De soort komt van Centraal- en Oost-Europa tot het Verre Oosten en Japan voor. In Nederland en België komt de soort niet voor. De soort vliegt in juni en juli. De vlinder vliegt op hoogtes van 500 tot 1600 meter boven zeeniveau. De habitat van de soort is open bos, zowel loofbos als gemengd bos. De soort wordt makkelijk verward met de kleine ijsvogelvlinder die in dezelfde habitat gevonden wordt.

## Waardplanten
De waardplanten van de spireazwever zijn geitenbaard, moerasspirea en verschillende soorten Spirea. De rupsen overwinteren.